# Lodhéřov
Lodhéřov (en allemand : Riegerschlag) est une commune du district de Jindřichův Hradec, dans la région de Bohême-du-Sud, en République tchèque. Sa population s'élevait à 655 habitants en 2020.

## Géographie
Lodhéřov se trouve à 7 km au sud-sud-est de Deštná, à 9 km au nord-nord-ouest de Jindřichův Hradec, à 44 km au nord-est de České Budějovice et à 103 km au sud-sud-est de Prague.
La commune est limitée par Deštná et Světce au nord, par Horní Radouň, Okrouhlá Radouň, Kostelní Radouň et Jindřichův Hradec à l'est, par Velký Ratmírov au sud et à l'ouest, et par Pluhův Žďár à l'ouest.

## Histoire
La première mention écrite du village date de 1294.